# Onanì
Onanì (sardinsky: Onanìe) je italská obec (comune) v provincii Nuoro v regionu Sardinie. Nachází se ve výšce 482 metrů nad mořem a má 358 obyvatel. Rozloha obce je 71,97 km².